# Bahr Aouk
Der  Bahr Aouk (im Oberlauf auch Aoukalé genannt) ist ein Fluss in Zentralafrika. Er ist einer der größten Nebenflüsse in den Oberlauf des Schari, der der Hauptzufluss des Tschadsees ist. Das Wort Bahr bedeutet auf Arabisch Meer oder Massen von Wasser.

## Geographie
Der Bahr Aouk entspringt im Dreiländereck zwischen Sudan, der Zentralafrikanischen Republik und dem Tschad. Sein Wassereinzugsgebiet reicht vom Darfur, Quellgebiet des Tiwal, bis in das Bongo-Massiv, Quellgebiet des Yata. Er bildet die meiste Zeit seines Laufes die Grenze zwischen der Zentralafrikanischen Republik und dem Tschad. In seinem Oberlauf wird er als Aoukalé bezeichnet und ist mit dem Mare de Tizi über ein Sumpfgebiet verbunden. Erst nach dem Zusammenfluss mit dem Bahr Kameur heißt er auf allen Karten Aouk. Von der Quelle fließt er in südwestlicher Richtung der Stadt Sarh (Tschad) entgegen. Ungefähr 7 Kilometer nach dem Verlassen der Zentralafrikanischen Republik mündet er 15 Kilometer oberhalb der Stadt Moussafoyo (Tschad) in den Schari.
Der Aouk bildet durch sein schwaches Gefälle in seinem Unterlauf eine stark mäandrierende Auenlandschaft mit zahlreichen kleinen Seen. In diesem Gebiet kann es zu saisonalen weitreichenden Überschwemmungen kommen, die eine wichtige Quelle für das lokale Fischereigewerbe sind. Es werden in den so entstandenen Sumpfgebieten jährlich bis zu 3000 Tonnen Fisch gefangen (Stand: 1992). Diese Feuchtgebiete sind in der tschadischen Region ein Teil des Ramsar-Gebiets des Plaines d’inondation des Bahr Aouk et Salamat, der eine besondere Bedeutung für Zugvögel der nördlichen Hemisphäre hat.
Sein wichtigster Nebenfluss ist der Bahr Kamuer. Zudem speisen ihn aus der Zentralafrikanischen Republik kommend der Teté und der Gourdai.

## Hydrometrie
Die Durchflussmenge des Flusses wurde für 22 Jahre (1952–1974) in Golongosso, einer kleinen Siedlung knapp oberhalb der Mündung in den Chari erfasst.  Die dort beobachtete mittlere jährliche Durchflussmenge betrug 74 m³/s, gespeist durch eine Fläche von 96.000 km², also fast das gesamte Einzugsgebiet des Flusses.
- Diagrammdaten:
- Definition |
- Rohdaten |
- Hilfe